# 10mm Auto

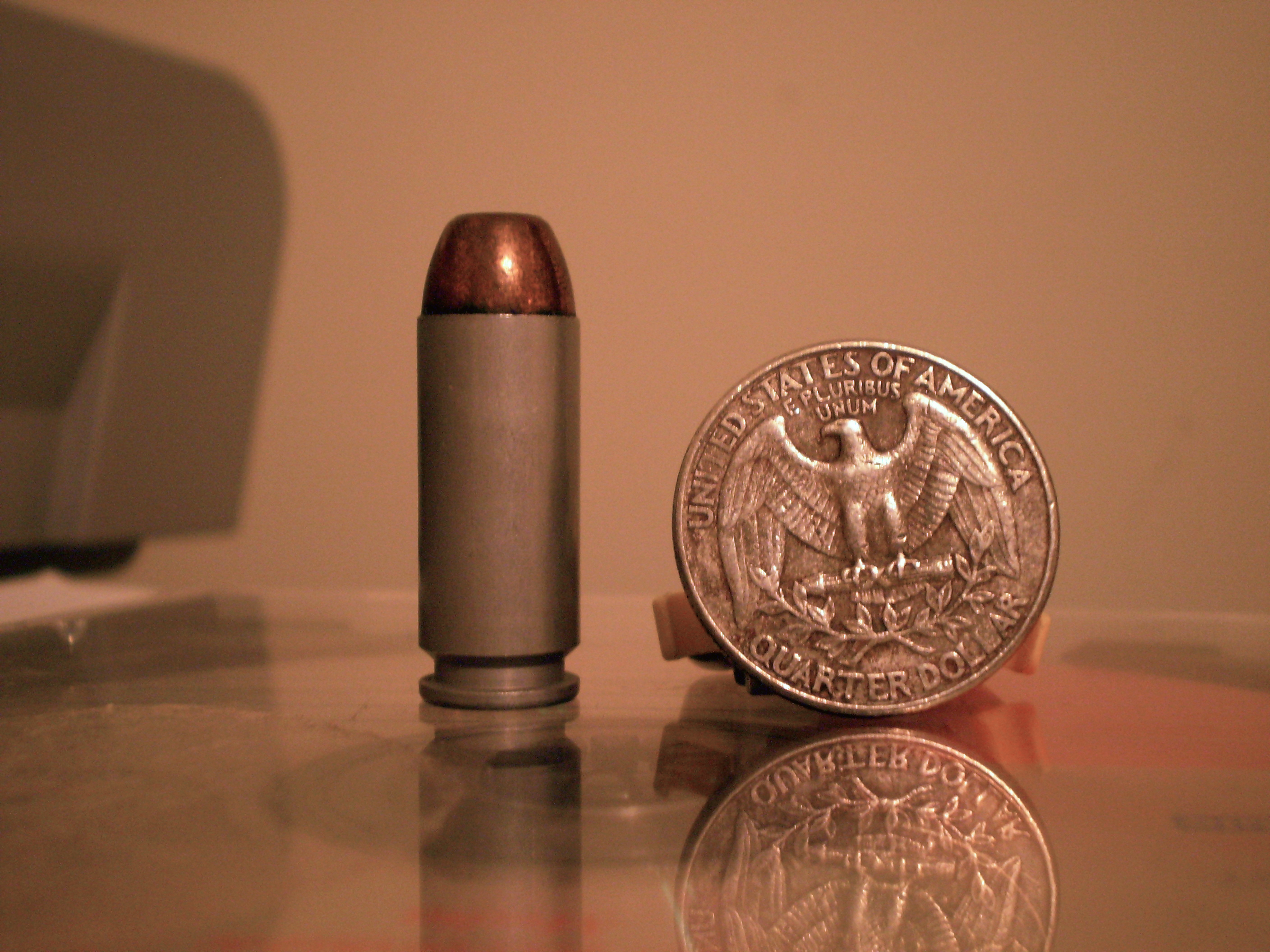
Een 10mm Auto-patroon naast een dollarkwartje

De 10mm Auto (10×25mm) is een patroon voor semiautomatische pistolen, ontwikkeld door Jeff Cooper.
Oorspronkelijk werd deze patroon geproduceerd door munitie-fabrikant FFV Norma AB uit Åmotfors, Zweden. Deze patroon werd geïntroduceerd in 1983 en was bestemd voor het Bren Ten-pistool. Hoewel deze patroon werd geselecteerd door de FBI, bleek het een te krachtige patroon om te worden gebruikt door veel agenten. Bovendien waren de pistolen die voor dit kaliber waren ingericht soms te groot voor agenten met kleine handen. Deze problemen werden opgelost door het produceren en door de FBI in gebruik nemen van een verkorte versie van de 10mm. Deze staat bekend als de .40 Smith & Wesson of bij de 10mm Auto-liefhebbers als de .40 "Short & Weak" ("Kort en Zwak"). Hoewel befaamd om zijn nauwkeurigheid en stopkracht, hebben schaarste en hoge prijzen het tot een nichepatroon gemaakt met een kleine maar enthousiaste groep supporters.

## Synoniemen
- 10mm Bren Ten
- 10mm Norma
- 10mm FBI
- 10×25mm
- The Centimeter (of de Centimeter; deze naam wordt ook wel gekoppeld aan een met de hand gemaakte patroon gebaseerd op de 10mm Auto waarvan de rechten bij Pistol Dynamics liggen.[1])